# 堀出神社 (ひたちなか市)
堀出神社（ほりでじんじゃ、英語: Horide Jinja）は、茨城県ひたちなか市の神社である。近代社格制度における社格は村社、神饌幣帛料供進社。

## 概要
茨城県ひたちなか市阿字ケ浦町に鎮座する神社である。誉田別尊を祀っており、阿字ケ浦町の住民を氏子としている。徳川光圀より奉納された神鏡を、神体として祀っていることで知られている。また、阿字ケ浦町は、1895年（明治28年）に照沼勘太郎により茨城県で初めて「干し芋」が製造された地であり、境内には「ほしいもの神様」を祀るほしいも神社も鎮座している。

## 祭神
- 誉田別尊[1]

## 歴史

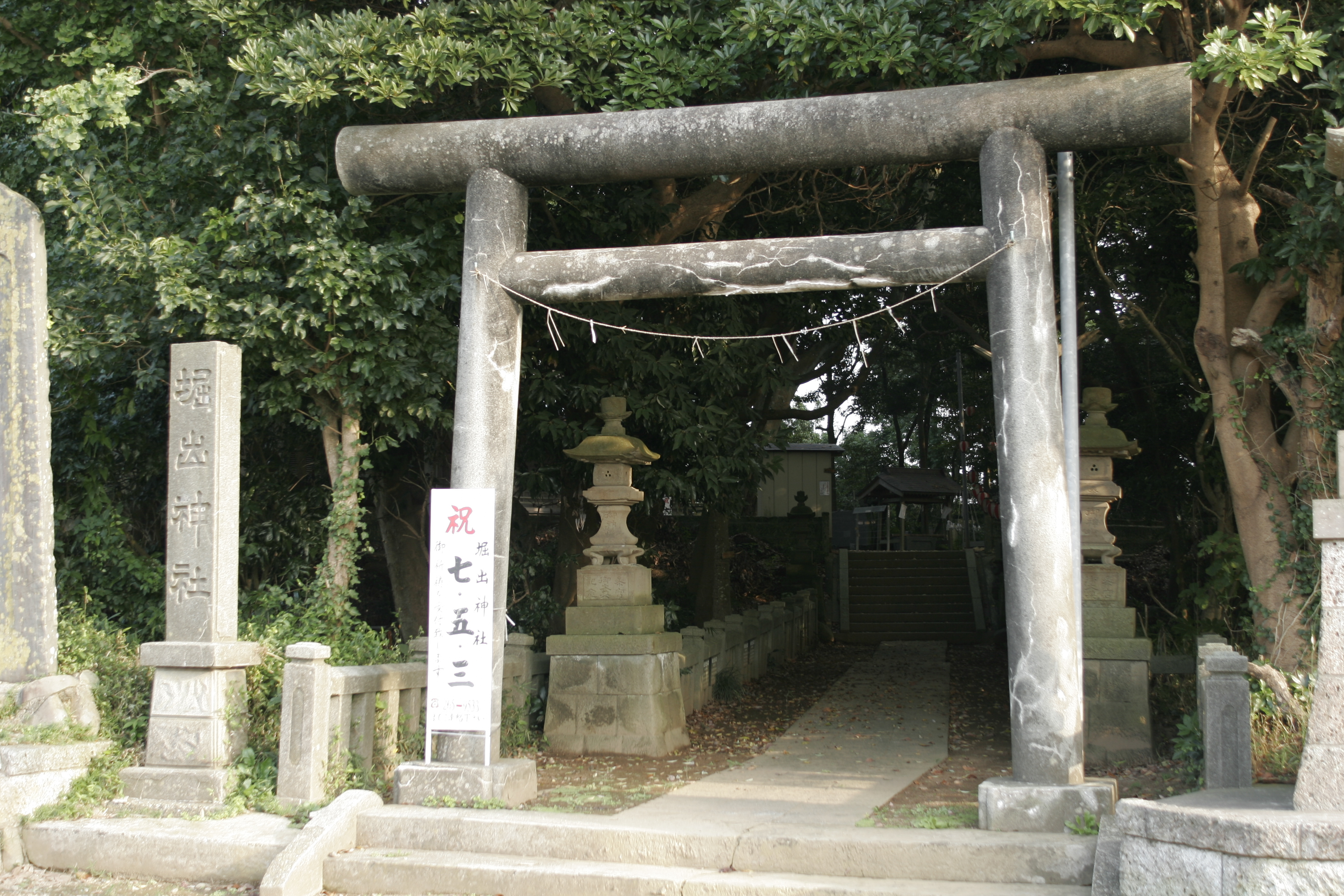
鳥居（2008年10月18日）

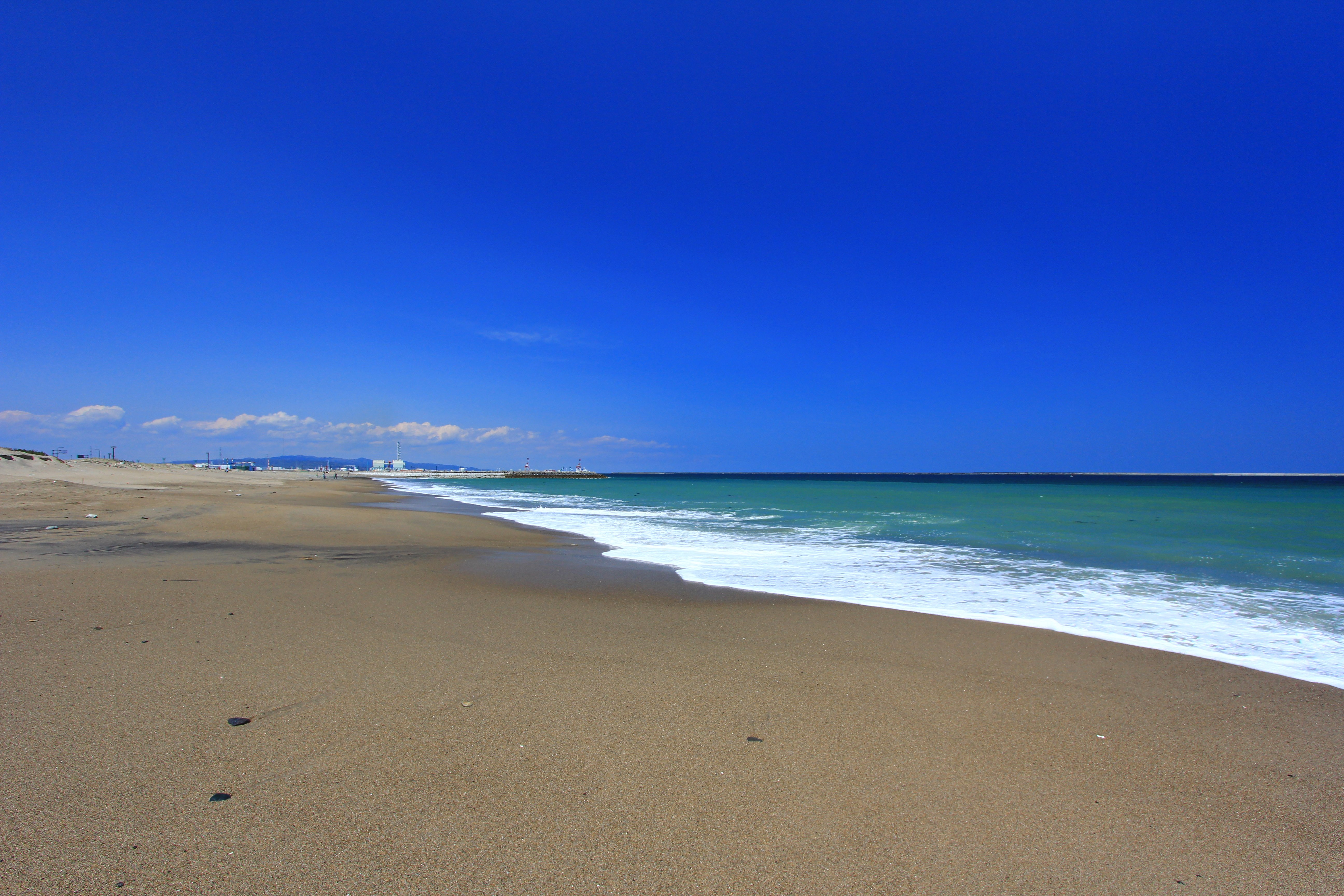
氏子区域である茨城県ひたちなか市阿字ケ浦町（2013年5月4日）

創建は江戸時代に遡る。常陸国那珂郡では、磯崎大明神を祀る社を挟んで前浜村と平磯村が境界について係争していた。そこで、岡見弥次右衛門尉吉為は、前浜村の庄屋である弥右エ門や組頭の太郎右エ門らとともに、1663年（旧暦寛文3年8月13日）に現地調査を行った。その際、二重に水垣で囲まれた窪地を見つけ、そこを掘ったところ、中から刀や槍などが発掘された。これらの品々を調べた水戸藩が「磯前明神の本体であろう」と断定したところ、前浜村からそれを村の鎮守社として祀りたいとの要望が上がった。それを受け、岡見吉為は小さな社を前浜村に創建した。それ以来、堀出神社は前浜村に鎮座する。
その後、水戸藩から許可を得たうえで、1671年（旧暦寛文11年8月13日）に新たな社殿が竣工し、遷宮式が挙行された。藩主である徳川光圀は神鏡を奉納しており、これは神体として祀られることになった。
明治時代に入ると、1873年（明治6年）4月1日に村社として列せられた。大正時代に入ると、1912年（大正元年）10月28日に神饌幣帛料供進社にも列せられた。太平洋戦争を経て、1952年（昭和27年）8月には宗教法人化された。その後、鎮座地は茨城県那珂湊市に属することになったが、1957年（昭和32年）に大字の名称が前浜から阿字ケ浦町に改められることになった。それ以来、阿字ケ浦町の鎮守社となった。

## 境内

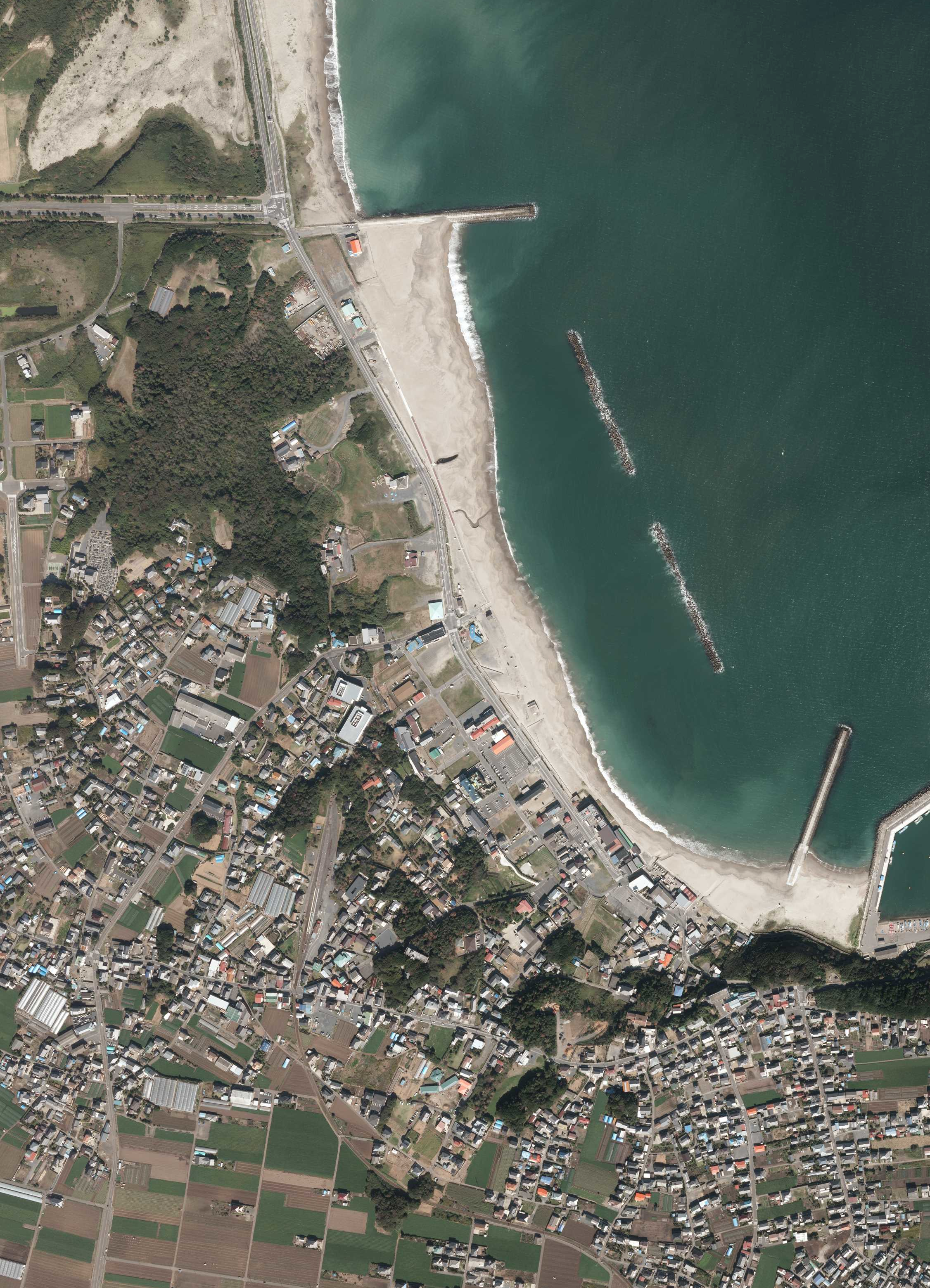
氏子区域である茨城県ひたちなか市阿字ケ浦町の航空写真（2012年10月16日）。堀出神社は阿字ケ浦町の高台に位置している

太平洋を望む高台に位置する。約769坪の広さを誇る境内には、面足命と惶根命を祀る第六天神社、月読命を祀る月読神社、倉稲魂命を祀る稲荷神社、誉田別尊を祀る難産除社、などが境内社として鎮座している。
また、鎮座地である茨城県ひたちなか市阿字ケ浦町は、1895年（明治28年）に照沼勘太郎が干し芋の製造に成功した地として知られており、茨城県における干し芋発祥の地となっている。そのため、2019年（令和元年）に境内末社としてほしいも神社が創建され、主祭神として宇迦之御魂神が祀られている。この社殿は、佐藤卓の指導に基づき設計された。境内には顕彰碑が建立され、宮崎利七翁、湯浅藤七翁、小池吉兵衛翁、大和田熊太郎翁、白土松吉翁の5柱を「ほしいもの神様」と位置づけて、その功績を称えている。
なお、宮崎利七は、静岡県の「切り干し芋」の製造技法を湯浅藤七に学ばせ、1908年（明治41年）より茨城県那珂郡湊町で干し芋の製造を始めた人物である。同様に、小池吉兵衛も干し芋の製造に取り組んだ人物である。大和田熊太郎は、1906年（明治39年）に前渡村の村長に就任し、のちに干し芋製造を地場産業にしようと尽力した政治家である。白土松吉は、那珂郡役所の技手として「白土式甘藷栽培法」を考案し、サツマイモの増産に尽力した農学者である。

## 祭事・年中行事
毎年9月第1土曜日に例祭が執り行われていた。そのほか、歳旦祭や節分祭といった神事も執り行われている。毎年2月11日には、氏子の女性が参加する難産除けや厄払いといった神事が執り行われる。毎年6月第1日曜日には、稲作をはじめ芋栽培など全ての農業を対象に、五穀豊穣を祈念して御田植祭が執り行われる。祭事等においては、堀出神社のゆるキャラである「ほしいも仙人」が登場する場合がある。

## 社名
「堀出神社」との名称は、掘ったら神体が出土したという逸話に因んでいる。ローマ字転写では「Horide Jinja」だが、ウェブサイトなどでは「Holide Jinja」との表記も散見される。

## 略歴
- 1663年 - 創建[2]。
- 1671年 - 社殿竣工[2]。
- 1671年 - 徳川光圀より神鏡奉納[2]。
- 1873年 - 村社として指定[2]。

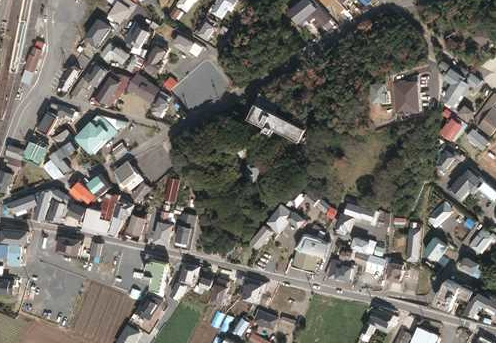
境内の航空写真（2012年10月16日）

- 1912年 - 神饌幣帛料供進社として指定[2]。
- 1952年 - 宗教法人に改組[2]。
- 2019年 - 境内末社としてほしいも神社を創建[10][13]。

## 氏子区域
- 茨城県ひたちなか市阿字ケ浦町

### 註釈
1. ↑  茨城県那珂郡前浜村は、馬渡村、長砂村、足崎村と合併し、1889年に前渡村が設置された。
2. ↑  茨城県那珂郡平磯村は、1889年に平磯町に移行した。
3. ↑  茨城県那珂湊市は、勝田市と合併し、1994年にひたちなか市が設置された。
4. ↑  1954年、茨城県那珂郡前渡村の一部は那珂湊町に編入され、前渡村の残部は勝田町に編入された。
5. ↑  茨城県那珂郡湊町は、1939年に那珂湊町に移行した。

## 関連人物
- 佐藤卓
- 徳川光圀